# 沼澤箱龜
沼澤箱龜（Terrapene coahuila），簡稱箱龜，是墨西哥特有的龜。

## 分佈
目前在野外只分佈於墨西哥。

## 特徵
沼澤箱龜的甲殼可生長至16.8厘米。背甲是圓頂形狀的，底甲是呈細長的橢圓形。背甲的顏色多數為綠色，棕色或棕黃色。腹甲顏色則多為淺黃色和綠色，但亦有可能出現其他顏色。頭部多為棕色。 
沼澤箱龜的蛋直徑約2.9-3.3CM，部分只有1.7-1.8厘米。幼龜甲殼顏色會有斑點和黑斑，隨著年齡的增長，背甲的顏色及斑點會變得暗淡。而成年雄性會有褐色斑點，雌性的斑點則為黃色或棕褐色。

## 生態
沼澤箱龜會棲息於河流，一些因沉積物而令水生植物生長蓬勃的地方，例如沼澤和濕地等。此龜亦為半水生或半陸地的龜種，龜隻有時會浮在水面，並以吸入空氣以改變大小的肺部，從而令呼吸系統進行氣體交換。
沼澤箱龜屬雜食性，會吃昆蟲的幼蟲、甲殼類、貝類、魚類、兩棲類、水生植物、（如荸薺屬植物）、水果及水藻等，有時還會在陸上覓食。
此龜種以卵生形式繁殖，在人工飼養的環境下，春季和秋季之間也會進行交配。每年可產卵2-3次，每次可產下1-8隻蛋（多數為2-3個），產卵期為5-9月。龜蛋會在夏季至秋季期間孵化，幼龜多會在9月出生，同時亦會在地面上過冬直至次年的春天。

## 與人類的關係
由於棲息地被破壞、水質惡化，加上過度捕撈，沼澤箱龜的數量有所下降。但此龜種卻受法律保護，如在墨西哥，捕捉和出口都受到嚴格的限制。而於1995年，瀕危野生動植物種國際貿易公約亦將沼澤箱龜列為附錄I的物種。
可能是寵物市場的需求，近年被進口到日本。